# Xysticus montanensis
Xysticus montanensis is een spinnensoort uit de familie van de krabspinnen (Thomisidae).
De wetenschappelijke naam van de soort werd in 1887 gepubliceerd door Eugen von Keyserling.